# Валентен Конрар
Валенте́н Конра́р (фр. Valentin Conrart; нар. 1603, Париж – пом. 23 вересня 1675, там само) — французький літератор і член-засновник Французької академії.

## Біографія
Конрарт був сином багатого паризького купця з протестантської меншини у Франції. Родина переїхала до Парижа з Валансьєнна (до 1678 - територія Нідерландів), аби уникнути гонінь за віру з боку герцога Альби. Свою освіту Конрар почав з навчання на комерсанта. 1627 року він отримав посаду королівського радника і секретаря, що було пов'язано з невеликими проблемами, але давало йому аристократичний статус. У подальшому житті він присвятив себе переважно літературним і суспільним інтересам  та жив за свої статки.
Конрар був відомий як приваблива та інклюзивна особистість; він був частим гостем у салонах маркізи де Рамбує, мадам де Сабле та мадемуазель де Скюдері, яка зобразила його під іменем «Теодам» у своєму романі «Великий Кір».
Конрар сам збирав у своєму домі власне коло письменників, до якого зокрема входили Жан Шапелен, Клод Фавр де Вожла, Антуан Годо, Жан Демаре де Сен-Сорлен, Жан-Луї Ге де Бальзак (1597—1654) та Венсен Вуатюр.
З цього товариства у 1634 році за ініціативою всемогутнього міністра кардинала де Рішельє виникла Французька академія, першим постійним секретарем якої став Конрар та залишався до своєї смерті.
Таким чином, на ранніх етапах існування Академії він відіграв важливу роль у розробці її статуту та в переговорах з Рішельє про його затвердження та з королем про підтвердження повноважень. Він також заручився довірою міністра юстиції (канцлера) П'єра Сегьє як члена і покровителя, разом з яким відтоді проводилися засідання. Сегьє подбав про реєстрацію королівського указу про затвердження академії Паризьким парламентом. Пізніше він вів протоколи та іншу документацію Академії, вміло й гідно представляв її та зіграв важливу роль у тому, щоб вона швидко стала поважною установою.
Конрар писав дуже мало і публікував ще менше, звідси часто цитований вірш Нікола Буало: " J'imite de Conrart le le silence prudent " (Я імітую обережне мовчання Конрара). Окрім кількох віршів, вийшла лише збірка листів, надрукована посмертно (1681 р.) та звіт про заворушення у Фронді (Mémoires sur l'histoire de son temps), надрукований у 1825 р. в «Mémoires pour servir à l'histoire de France» Луї Жана Нікола Монмерке). Паризька Бібліотека Арсеналу володіє іншими творами Конрара, які залишилися в рукописах.